# Gurtnellen
Gurtnellen és un municipi del cantó d'Uri (Suïssa).